# Toreby (Guldborgsund)
Toreby is een plaats op de Deense eiland Lolland in de gemeente Guldborgsund. Het telt 620 inwoners (2007).
In Toreby bevindt zich de grootste dorpskerk op Lolland, die oorspronkelijk was gewijd aan Sint-Michaël. De parochie maakt deel uit van de proosdij Oost-Lolland van het lutherse bisdom Lolland-Falster.
Nabij Toreby is het Fuglsang Kunstmuseum gevestigd, een door de Deense staat erkend, in een modernistisch wit gebouw gehuisvest kunstmuseum, met een belangrijke collectie schilderijen, beeldhouwwerken en werken papier van Deense kunstenaars.